# Amphiroa franciscana
Amphiroa franciscana W.R. Taylor, 1945  é o nome botânico  de uma espécie de algas vermelhas pluricelulares do gênero Amphiroa.
- São algas marinhas encontradas no México (Oceano Pacífico).

## Sinonímia
Não apresenta sinônimos.